# Al-Kashi
Ghiyāth al-Dīn Jamshīd Masʿūd al-Kashī, conosciuto anche come al-Kashī (Kashan, 1380 circa – Samarcanda, 22 giugno 1429), è stato un matematico e astronomo persiano.

## Biografia
In gioventù si avviò a studi di medicina e si avvicinò alla matematica ed all'astronomia solo in un secondo tempo. Avendo assistito a un'eclisse di Luna a Kashan nel 1406, scrisse diverse opere astronomiche negli anni seguenti.
Contro ogni ostacolo e basandosi sulle Zij-i Ilkhani (tabelle ilkhanidi) di Nasir al-Din al-Tusi, costruì un nuovo catalogo stellare, opera che conteneva anche una collezione di equazioni matematiche utili per l'astronomia come le formule per la trasformazione delle coordinate eclittiche in coordinate equatoriali e tabelle trigonometriche. Tale opera è conosciuta come Khāqān zīj (Tavole khaqanidi) e fu dedicata al principe timuride Shah Rukh o al figlio di questi, Uluğ Bek.
Quest'ultimo lo invitò a Samarcanda nel 1420, anno di apertura della madrasa che ne porta il nome. A Samarcanda, al-Kashi insegnò insieme a Qadi-zade-i Rumi, maestro di Uluğ Bek. Al-Kashi giocò un ruolo fondamentale nella concezione del locale osservatorio astronomico, inaugurato verso il 1429, e dei relativi strumenti di astronomia.
I lavori eseguiti da Uluğ Bek, Qadi-zade-i Rumi, al-Kashi e circa altri sessanta scienziati portarono alla pubblicazione delle tabelle sultaniali (zīj-e solṭānī in persiano), apparse nel 1437 ma migliorate da Uluğ Bek fino a poco prima della sua morte nel 1449.
Alcune lettere, scritte in lingua persiana da al-Kashi al padre, descrivono in dettaglio la vita scientifica dell'epoca a Samarcanda. Solo Qadi-zade-i Rumi e Uluğ Bek trovano grazia ai suoi occhi. Al-Kashi era di temperamento poco raffinato ma fu trattato con benevolenza da Uluğ Bek per via delle sue competenze.
Al-Kashi era un formidabile calcolatore ed i suoi risultati restarono lungamente insuperati. Nell'al-Risāla al-muḥīṭiyya (Lettera sulla circonferenza) calcolò per esempio la circonferenza del cerchio unitario (cioè il doppio del numero pi greco, 2π) fino alla nona cifra sessagesimale: 6,16,59,28,01,34,51,46,14,50, e fino alla sedicesima cifra decimale. Questo è uno dei documenti più antichi di calcolo col sistema decimale.
Al-Kashi aveva migliorato il risultato del matematico cinese Zu Chongzhi, che nel 480 aveva ottenuto una precisione alla settima cifra decimale mentre fu superato, dopo quasi due secoli, da Ludolf van Ceulen che con un lavoro durato trenta anni raggiunse la 35-esima cifra decimale.
Ancora, il calcolo in alta precisione del seno di 1º è ancora d'incerta attribuzione tra al-Kashi e Uluğ Bek.
È considerevole che Qadi-zade-i Rumi, suo collega alla madrasa, sia arrivato ad un risultato comparabile attraverso un metodo differente, sostituendo il calcolo tramite frazioni sessagesimali con frazioni decimali.
Per facilitare le previsioni delle posizioni dei pianeti, al-Kashi costruì quello che possiamo definire un computer analogico, il Tabaq al-Manātiq, somigliante ad un astrolabio e simile alle volvelle utilizzate dagli astronomi del Medioevo. Partendo dalle informazioni sulla posizione dei pianeti, contenute nei Zīj, lo strumento permetteva di calcolare le posizioni future.
Per l'istruzione degli studenti della madrasa in matematica e per l'uso in astronomia, in topografia e in architettura scrisse un testo in cinque volumi, il Miftāḥ al-ḥisāb (La chiave del calcolo), che a lungo è stato utilizzato nel mondo musulmano.
Al-Kashi ha compiuto e diretto osservazioni astronomiche fino in punto di morte; il suo successore come guida dell'osservatorio fu Qadi-zade-i Rumi.
In Francia la legge del coseno è conosciuta come teorema di al-Kashi, che la dimostrò ben quattrocento anni prima di Carnot.

## Opere
- Invenzione delle frazioni decimali;
- Classificazione delle equazioni dal primo al n-esimo;
- Calcolo delle prime 9 cifre in base 60 di π, che sono equivalenti nella base decimale alle 16 cifre (6,2831853071795865);
- Completamento e correzione delle vecchie tecniche e invenzione di nuove vie per le quattro operazioni. Kashi l'inventore degli attuali metodi di calcolo delle quattro operazioni principali (in particolare moltiplicazione e divisione);
- Invenzione del calcolo della radice n-esimo; lo stesso calcolo, centinaia di anni dopo, venne riscoperto dall'Italiano Paolo Ruffini (1765-1822) e dall'inglese William George Horner (1786 - 1837);
- Calcolo del sin 1°, indicato nella sua opera Vatar[1]; dividendo sin 1° per 60, il risultato sarà fino a 17 cifre decimali con il valore reale di un sin di primo grado;
- Invenzione dello strumento di osservazione astronomica chiamato Almanateq;
- al-Risāla al-muḥīṭiyya (Lettera sulla circonferenza), 1424.
- Miftāḥ al-ḥisāb (La chiave del calcolo), 1427.